# Трубин, Степан Иванович
Степан Иванович Трубин (9 января 1910 — 18 сентября 1963) — помощник командира саперного взвода 597-го стрелкового полка (207-я стрелковая дивизия, 3-я ударная армия, 1-й Белорусский фронт), сержант, участник Великой Отечественной войны, кавалер ордена Славы трёх степеней.

## Биография
Родился 9 января 1910 года в селе Зыково, ныне Берёзовского района Красноярского края в семье рабочего. Русский.
Окончил 5 классов. В 1933 окончил курсы бухгалтеров в городе Красноярск. Работал счетоводом Инжулской сплавной конторы, бухгалтером в Красноярском леспромхозе. Жил в деревне Инжул (ныне не существует).
В июле 1941 года был призван в Красную армию Советским райвоенкоматом Красноярского края. После месячной подготовки в запасном полку убыл на Западный фронт. Участвовал в обороне Москвы, был ранен. После госпиталя вернулся в строй. Член ВКП(б)/КПСС с 1942 года. К лету 1944 года сержант Трубин воевал в составе 597-го стрелкового полка 207-йстрелковой дивизии (3 формирования), был помощником командира сапёрного взвода. В составе этой части прошёл до Победы.
Воевал на 2-м Прибалтийском фронте, участвовал в Мадонской и Рижской наступательных операциях, блокаде группировки противника на Курляндском полуострове.
В июле 1944 года получил первую боевую награду – медаль «За отвагу», за то, что в бою под огнём противника проделал проходы в заграждения и тем самым дал возможность нашей пехоте пройти вперёд.
В ночь на 6 августа 1944 года при выполнении задачи по форсированию реки Айвиексте в районе города Мадона (Латвия) сержант Трубин с группой сапёров на двух лодках бесшумно более 100 бойцов с пулемётами и личным оружием. В дальнейшем, уже под огнём противника, продолжил переправу, и не раз на ходу устранял пробоины. 7 августа в бою на плацдарме участвовал в отражении контратак, сапёры уничтожили 3 пулемётные точки врага.
Приказом по частям 207-й стрелковой дивизии (№ 47/н) от 4 сентября 1944 года сержант Трубин Степан Иванович награждён орденом Славы 3-й степени. 
В боях с 14 по 18 сентября 1944 года в районе населённых пунктов Стапари – Звиргздени (севернее города Лудза, Латвия) сержант Трубин отлично выполнил задание по минированию танкоопасного направления, чем остановил атаку врага. После занятия населённого пункта обеспечил под огнём противника разминирования участка, снимал свои же мины. После чего наши подразделения перешли в атаку.
Приказом по войскам 3-й ударной армии (№ 292/н) от 14 октября 1944 года сержант Трубин Степан Иванович награждён орденом Славы 2-й степени. 
22-23 ноября 1944 года в боях в районе села Субри (Латвия) под огнём противника заминировал нейтральную зону, а затем, перед атакой наших подразделений, произвёл сплошное разминирование нейтральной полосы. Со своим отделением извлёк более 400 мин. Награждён орденом Красной Звезды.
В начале декабря 1944 года 3-я ударная армия выведена в резерв Ставки и вскоре включена в состав 1-го Белорусского фронта. Здесь сержант Трубин участвовал в Варшавско-Познанской и Восточно-Померанской операциях. Вновь отличился на завершающем этапе, при штурме гитлеровской столицы Берлин.
23 апреля 1945 года в районе города Берлин (Германия) сержант Трубин обеспечил проход через заграждения группы разведчиков, которая в тылу противника собрала особо ценные сведения. Был представлен к награждению орденом Славы 1-й степени.
Был тяжело ранен, день Победы встретил в госпитале. В ноябре 1945 года демобилизован в звании старшины.
Указом Президиума Верховного Совета СССР от 15 мая 1946 года за отвагу и храбрость, проявленные в боях с немецкими захватчиками в Великой Отечественной войне сержант Трубин Степан Иванович награждён орденом Славы 1-й степени. Стал полным кавалером ордена Славы.
Вернулся на родину. Жил в селе Зыково. Работал на заводе стройматериалов, инструктором пожарной охраны, заправщиком, наблюдателем Красноярского заповедника «Столбы». 
Скончался 18 сентября 1963 года. Похоронен в селе Зыково Берёзовского района.

## Награды
- - Орден Красной Звезды (24.12.1944)[4];
- Полный кавалер ордена Славы:
  - орден Славы I степени (15.05.1946)[5];
  - орден Славы II степени (14.10.1944)[4];
  - орден Славы III степени (04.09.1944)[6];

- медали, в том числе:
  - «Медаль «За отвагу»» (05.07.1944)[7]
  - «Медаль «За оборону Москвы»» (10.09.1944)[8]
  - «За победу над Германией» (9 мая 1945[9])[10];
  - «Медаль «За взятие Берлина»» (9.05.1945)[11]

## Память
- На могиле установлен надгробный памятник
- Его имя увековечено в Главном Храме Вооружённых сил России, и навсегда запечатлено на мемориале «Дорога памяти»
- В селе Зыково одна из улиц носит его имя.